# Luna 13
Luna 13 (series E-6M) là một nhiệm vụ không gian không người lái của chương trình Luna.
Tàu vũ trụ Luna 13 được phóng lên Mặt trăng từ một quỹ đạo quay quanh Trái Đất và hoàn thành hạ cánh mềm vào ngày 24 tháng 12 năm 1966, trong vùng Oceanus Procellarum ("Ocean of Storms").
Cánh hoa của tàu vũ trụ được mở ra, ăng-ten được dựng lên, và việc truyền vô tuyến đến Trái Đất bắt đầu bốn phút sau khi hạ cánh. Vào ngày 25 tháng 12 và 26 tháng 12 năm 1966, hệ thống truyền hình tàu vũ trụ đã truyền ảnh toàn cảnh của cảnh quan Mặt Trăng gần đó ở các góc Mặt Trời khác nhau. Mỗi ảnh toàn cảnh cần khoảng 100 phút để truyền. Tàu vũ trụ được trang bị một máy đo đất cơ học, máy đo động lực và máy đo độ phóng xạ để thu thập dữ liệu về các tính chất cơ học và vật lý và phản xạ tia vũ trụ của bề mặt Mặt Trăng. Việc truyền từ tàu vũ trụ ngừng hoạt động vào ngày 28 tháng 12 năm 1966.
Luna 13 trở thành phi thuyền thứ ba hạ cánh thành công trên Mặt Trăng (sau Luna 9 và Surveyor 1 của Mỹ). Tàu thăm dò đã đổ bộ vào Ocean of Storms tại 18:01 UT vào ngày 24 tháng 12 năm 1966, giữa các miệng núi lửa Krafft và Seleucus ở vĩ độ phía bắc 18°52 và 62°3 kinh độ tây. Không giống như tàu tiền nhiệm của nó, tàu hạ cánh Luna 13 nặng hơn (113 kg) mang theo một bộ dụng cụ khoa học ngoài hệ thống hình ảnh thông thường.